# Upplands runinskrifter 212
Upplands runinskrifter 212 är en runsten som nu står utanför Vallentuna kyrka i Vallentuna socken i sydöstra Uppland. Den är en av Jarlabankestenarna, som ursprungligen stått som bro- eller vägstenar på olika platser inom Vallentuna härad. Samtliga är resta av Jarlabanke, en vikingatida storman som antingen lät resa dem ensam eller med sina anhöriga. 

## Stenen
Stenen ristades på 1000-talet e.Kr. och materialet är granit. Troligen har den stått vid Gullbron där man antar att Vallentuna härads dåtida tingsplats legat. Därefter blev den flyttad och inmurad som tröskelsten i kyrkans vapenhus innan den fritogs och placerades på kyrkogården. Nu står stenen sex meter söder om kyrkan och på det forna vapenhusets plats. Stenen är ovanlig på så sätt att den är ristad på bägge sidorna och i texterna berättar Jarlabanke om sina enorma jordegendomar. De från runor översatta inskrifterna följer nedan:

## Inskriften på framsidan
Runsvenska: × iarlibaki × lit × raisa × stan + þina × a ... kuan + han × ati ain × tabu × alan ... ont hans +
Nusvenska: "Jarlabanke lät resa denna sten efter sig, medan han ännu levde. Han ägde ensam hela Täby. Gud hjälpe hans själ."

## Inskriften på baksidan
Runsvenska: × iarlabaki × lit raisa × stain × þin- at sik kuikuan × auk × þinkstaþ × þina × karþi + auk × ain ati + alt hu-(t)ari × þita +
Nusvenska: "Jarlabanke lät resa denna sten efter sig, medan han levde, och han gjorde denna tingsplats, och ensam ägde han hela detta hundare."
Baksidans inskrift har tillkommit senare, troligen först sedan stenens topp blivit avslagen. Den tingsplats som Jarlabanke uppger att han anlagt låg sannolikt drygt 1,5 km nordväst om runstenens nuvarande plats.